# 哈格福什市镇
哈格福什市镇（瑞典語：Hagfors kommun）是瑞典中西部韦姆兰省的一个市镇。其治所位于哈格福什。